# Svarttjärnen (Ytterhogdals socken, Hälsingland, 688648-147534)
Svarttjärnen är en sjö i Härjedalens kommun i Hälsingland och ingår i Ljusnans huvudavrinningsområde.